# 天目变豆菜
天目变豆菜（学名：Sanicula tienmuensis）为伞形科变豆菜属的植物，为中国的特有植物。分布在中国大陆的浙江等地，生长于海拔580米至800米的地区，一般生长在山坡路边林下和湿地沟边等处，目前尚未由人工引种栽培。

## 异名
- Sanicula tienmuensis Shan et Constance var. pauciflora Shan et Pu